# Menhir du Bourg (Carnac)
Pour les articles homonymes, voir Menhir du Bourg.
Le menhir du Bourg, appelé aussi menhir de Pouldève (Poul Devé), est un menhir situé à Carnac, dans le département français du Morbihan.

## Historique
Le menhir est classé au titre des monuments historiques en 1889. 

## Description
Le menhir est situé dans le centre du bourg de Carnac, dans une petite impasse, accessible par le chemin de Pouldève.
Le menhir est constitué d'un bloc de pierre de 2,70 m de hauteur surmontant un piédestal maçonné d'environ 50 cm de haut. Une borne placée en façade indique la mention : « Propriété de l'État - Menhir du Bourg ».